# 캉그레헤로스 데 산투르세 (야구)
캉그레헤로스 데 산투르세(Cangrejeros de Santurce)는 푸에르토리코 산후안 산투르세에 위치한 프로 야구팀이다. 푸에르토리코 베이스볼 리그 소속이며, 히람 비스론 스타디움을 홈구장으로 사용하고 있다. 리그 우승 12회 기록과 캐리비안 시리즈 5회 우승 기록을 가지고 있다.

## 같이 보기
- 푸에르토리코 야구 국가대표팀